# Lockheed P-2 Neptune
Lockheed P-2 Neptune (före 1962 kallad Lockheed P2V Neptune) var ett amerikanskt ubåtsjakt- och patrullflygplan tillverkat av Lockheed Corporation. Flygplanet började konstrueras under andra världskriget men blev klart för sent för att användas i det kriget. I stället kom det till användning under Koreakriget och Vietnamkriget. Det spelade även en viktig roll under kalla kriget och Falklandskriget.

## Utveckling
Redan i slutet av 1930-talet etablerade sig Lockheed som tillverkare av marina patrullflygplan genom Lockheed Hudson och dess efterföljare Lockheed Ventura. Hudson och Ventura var till stor del improvisationer vars största fördel var att de kunde tillverkas och levereras snabbt. Även om de användes framgångsrikt mot tyska ubåtar i Atlanten insåg Lockheed redan i september 1941 att det behövdes ett mer kapabelt flygplan med längre räckvidd, bättre sensorer och tyngre beväpning. Flera olika studier gjordes och den mest lovande presenterades för flottan i februari 1943. Ett år senare, i februari 1944, fick Lockheed ett kontrakt på två stycken prototyper (XP2V). Den första prototypen genomförde sin jungfruflygning i Burbank, Kalifornien den 17 maj 1945. Testerna visade att de båda Duplex-Cyclone-motorerna gav flygplanet utmärkt prestanda och det var också ovanligt lättmanövrerat för ett så stort flygplan, även om det krävdes en del muskelstyrka för att styra de stora rodren utan hjälp av servon. De första serieproducerade flygplanen (P2V-1) började levereras till flottan på våren 1946.
Det femte serieproducerade flygplanet lämnade flottan tillbaka till Lockheed för att bli det första flygplanet i nästa serie (P2V-2). Det var tyngre beväpnat med en ny och längre nos med sex stycken fast monterade 20 mm automatkanoner. Den kunde även bära sexton stycken HVAR-raketer under vingarna. Andra förbättringar var kraftigare motorer och JATO-startraketer (en på vardera sidan om flygkroppen, de kunde ge 35,3 kN dragkraft vardera i tio sekunder). Till en början hade P2V-2 samma 12,7 mm kulsprutor i aktern som P2V-1, men de byttes snart ut mot likadana 20 mm automatkanoner som i nosen. De började levereras 1947. Av de 81 som tillverkades specialutrustades två för räddningsoperationer i arktiska förhållanden med skidor på landningsställen.
Nästa modell, P2V-3, skilde sig inte nämnvärt från föregångaren med undantag för ännu kraftigare Wright R-3350-26W-motorer. 16 stycken byggdes om till bombflygplan (P2V-3B) med kärnvapenkapacitet och radarbombsiktet AN/ASB-1 (samma som i Douglas A-3 Skywarrior). Ytterligare 11 flygplan byggdes om på samma sätt och fick dessutom kapacitet att starta från hangarfartyg (P2V-3C) och gav därmed USA:s flotta kapacitet att kunna anfalla i princip vilken punkt som helst på jorden med kärnvapen. De kunde dock inte landa på hangarfartyg och fick därför efter avslutat uppdrag antingen landa på landbaser eller nödlanda till havs. Lösningen var bara ett provisorium i väntan på flottans första ”riktiga” kärnvapenbombare North American AJ Savage. Även en variant för radar- och signalspaning byggdes (P2V-3W).
Nästa version P2V-4 fick turbocompoundmotorer, samma AN/APS-20-radar som P2V-3W och med extra bränsletankar på vingspetsarna. Den högra extratanken innehöll en kraftfull strålkastare och det förekommer uppgifter om att den vänstra tanken skulle ha en AN/APS-8 eller AN/APS-31 radar. Dessutom fick P2V-4 förmågan att använda sonarbojar.
Varianten P2V-5 var den mest talrika med totalt 424 byggda flygplan och ersatte alla tidigare varianter. Den hade samma motorer som P2V-4, men de sex automatkanonerna i nosen byttes ut mot två stycken i ett Emerson-torn. Dessutom fick P2V-5 modernare utrustning för telekrig i form av systemet AN/ALR-3 och en AN/ASQ-8 magnetometer i stället för aktertornet. En vidare utveckling var P2V-5F som fick två stycken Westinghouse J34 jetmotorer under vingarna. Jetmotorerna gav extra dragkraft vid start och ersatte de tidigare modellernas JATO-raketer, men de minskade antalet vapenfästen under vingarna så att bara åtta HVAR-raketer kunde bäras mot tidigare sexton. P2V-5F saknade även de två automatkanonerna i nosen eftersom nostornet ersattes av en glaskupol för spaning.
Den efterföljande varianten P2V-6 återgick till att ha dubbla automatkanoner i nosen och stjärten (i stället för magnetometer) och hade den mindre radarn AN/APS-70. De flesta utrustades i efterhand med likadana jetmotorer som P2V-5F och betecknades därefter P2V-6F. Den sista amerikanska modellen P2V-7 fick Wright R-3350-32W-motorer med vatten/metanol-insprutning för maximalt effektuttag på 4 000 hk. Det var också den första modellen helt utan defensiv beväpning. Den hade dessutom samma magnetometer och radar som P2V-5 och en högre cockpit med bättre sikt.
Under Vietnamkriget modifierades ett antal P-2:or för olika typer av specialuppdrag, vanligen signalspaning eller andra typer av spaning, men det fanns också regelrätta attackflygplan utrustade med diverse sensorer och beväpnade med granatsprutor, miniguns och napalm.
Den sist utvecklade modellen Kawasaki P-2J kom inte från Lockheed för utan från Kawasaki Heavy Industries i Japan. P-2J har till skillnad från alla andra modeller inte några Wright radialmotorer utan General Electric T64 turbopropmotorer. Den hade också den modernare radarn AN/APS-80 och i allmänhet modernare elektronik, i en del fall kopierade rakt av från Lockheed P-3 Orion. En annan skillnad är att landningsstället har två hjul i stället för ett.

## Användning

### Argentina
Argentina köpte åtta stycken begagnade Neptune MR.1 från RAF 1958 vilka senare kompletterades med begagnade amerikanska P-2E under 1960-talet. År 1977 planerade Argentina att byta ut dem mot Lockheed P-3 Orion, men när USA inte godkände köpet fick de i stället köpa fyra stycken P-2H. Tre av dem var fortfarande i tjänst när Falklandskriget bröt ut 1982. De användes för att lokalisera och följa de brittiska stridsgrupperna i Sydatlanten. Bland annat det framgångsrika anfallet mot HMS Sheffield leddes av en P-2 Neptune.

### Australien
Australiens flygvapen köpte in tolv stycken P2V-5 år 1961 och ytterligare tolv P2V-7 år 1971. Dessa tilldelades No.11 Squadron i Richmond respektive No.10 Squadron i Townsville. De ersattes av P-3 Orions i slutet av 1970-talet.

### Brasilien
År 1958 köpte Brasiliens flygvapen fjorton stycken före detta brittiska Neptunes. Till skillnad från de som såldes till Argentina köptes de inte direkt från RAF utan från Lockheed som också renoverade dem innan leverans. De brasilianska besättningarna utbildades av USA:s flotta under en fyra månaders kurs i Jacksonville. Leveransen var dock inte problemfri. När de fem första flygplanen skulle flygas till Brasilien blev ett av dem genskjutet av dominikanskt jaktflyg och nedtvingat på flygbasen San Isidro Air Base på Hispaniola. Efter diplomatiska kontakter kunde flygplanet fortsätta, men händelsen försämrade relationerna mellan Brasilien och Dominikanska republiken.
I Brasilien betecknades flygplanen P-15 Netuno och tilldelades 1º/7º Grupo de Aviação ”Orungan” (1:a divisionen, 7:e flottiljen) i Salvador. De användes för att patrullera havsområdena runt Brasiliens långa kust. Vid ett tillfälle avvisades det sovjetiska fartyget Kosmonavt Yuri Gagarin från Atol das Rocas varifrån den spionerade på den brasilianska raketbasen Centro de Lançamento de Barreira do Inferno i Parnamirim. De brasilianska Neptune-flygplanen deltog också i flera USA-ledda UNITAS-övningar med bland annat Argentina och Uruguay. I mitten på 1970-talet ersattes de av P-3 Orions. Av de ursprungliga fjorton förlorades tre genom olyckor, åtta skrotades och två bevarades som museiföremål.

### Frankrike

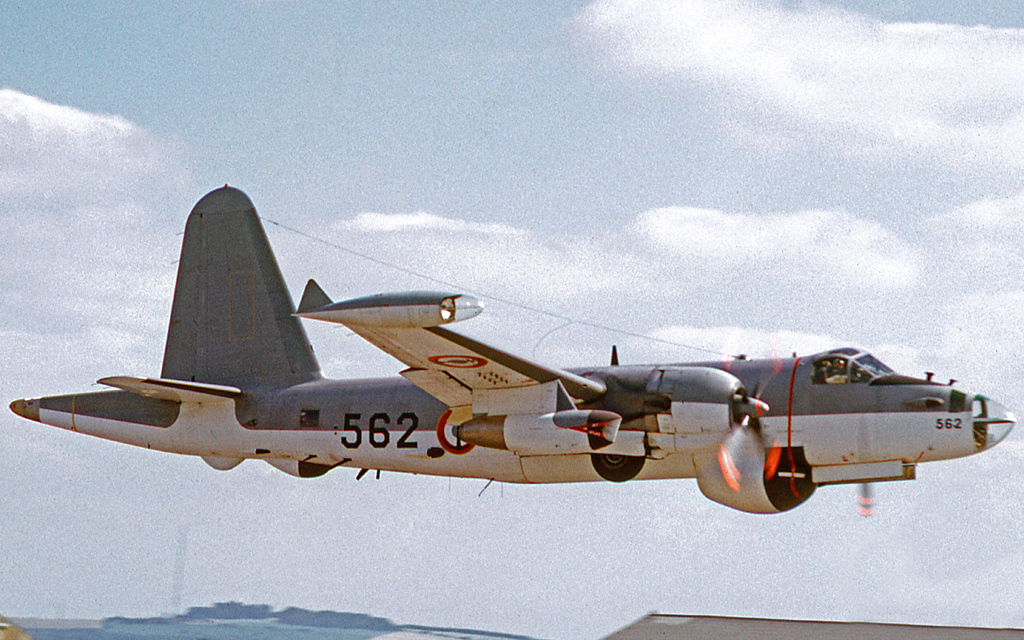
En fransk SP-2H Neptune, juni 1973.

Frankrike köpte 31 stycken P2V-6 år 1953 följt av 34 stycken P2V-7 år 1958. De franska P2V-6 använde dock inte samma AN/APS-70-radar som de amerikanska utan hade AN/APS-33 i stället. Deras 20 mm automatkanoner monterades också snart bort för att minska vikten och för att installera en magnetometer i stjärten. Flygplanen användes under Algerietrevolten för att övervaka västra Medelhavet och fällde även minor utanför Algeriets kust. Efter kriget i Algeriet flyttades två divisioner Neptunes till Tahiti. De började ersättas av Breguet Atlantique i mitten på 1960-talet.

### Japan
Japan köpte en första serie om sexton stycken P2V-7 år 1955 följt av en andra serie om 48 stycken P2V-7 tillverkade på licens av Kawasaki. I början av 1960-talet utvärderade man möjligheterna att ersätta sina Neptunes med Lockheed P-3 Orion, men till skillnad från många andra länder valde man att fortsätta att utveckla Neptune. Den helt japanska modellen P-2J skiljer sig från sina föregångare genom att den har turbopropmotorer i stället för radialmotorer. Den har också de helt japanskutvecklade jetmotorerna Ishikawajima-Harima J3 i stället för Westinghouse J34-motorer. Vidare har den längre flygkropp med plats för tolv besättningsmän och den modernare radarn AN/APS-80. Även i övrigt användes modernare elektronik som tog mindre plats och vägde mindre vilket gav flygplanet längre räckvidd. Japans marina självförsvarsstyrkor bytte till slut ut sina Neptunes mot Orions, fast 20 år senare i mitten på 1980-talet. Några Neptunes fortsatte att användas för signalspaning och som bärare av målrobotar fram till 1995.

### Kanada
Totalt 27 stycken P2V-7 levererades till Kanadas flygvapen år 1955. De tilldelades No.404, No.405 och No.407 Squadron och användes fram till dess att de ersattes av Canadair CP-107 Argus i början av 1970-talet. De kanadensiska Neptune-flygplanen såldes på den civila marknaden och många blev därefter konverterade till vattenbombare.

### Nederländerna

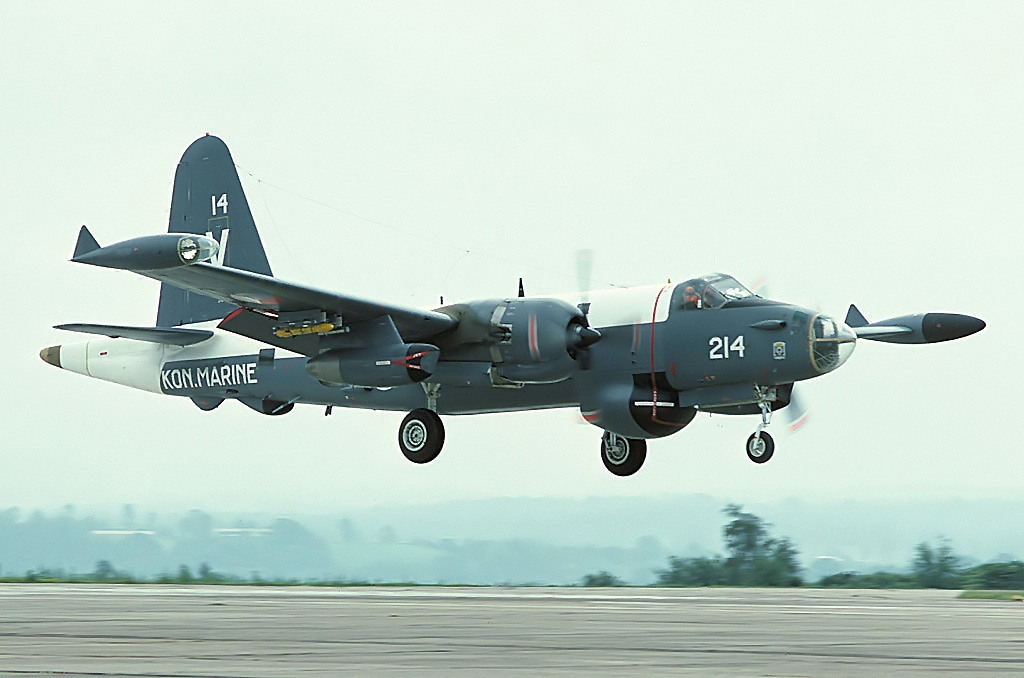
En nederländsk SP-2H, juni 1977.

År 1953 köpte Nederländerna in en första serie om tolv stycken P2V-5. I augusti 1961 beslutade Nederländernas försvarsminister att Nederländerna skulle köpa in en andra serie om femton stycken P2V-7. Orsaken var en konflikt med Indonesien om kolonin Nederländska Nya Guinea. För att stärka sin militära närvaro behövde Marineluchtvaartdienst ett flygplan som effektivt kunde övervaka stora havsområden. Flygplanen levererades direkt från Lockheed i Burbank via Alameda, Honolulu och Kwajalein till Biak under vintern 1961/1962. Konflikten avslutades i augusti 1962 och senare under hösten flög flygplanen hem till Valkenburg via Tan Son Nhat, Katunayake, Karachi, Basra och Aten. Alla utom ett som havererade under en nödlandning på Biak 11 maj 1962. Dessa P2V-7 ersatte de äldre P2V-5 från första serien som därefter såldes till Portugal. Den 23 januari 1965 havererade ytterligare en Neptune i Nordsjön. Det beslutades att förlusterna skulle ersättas av fyra begagnade franska P2V-7 som blev tillgängliga i och med att Frankrike bytte ut sina Neptunes mot Atlantique. Strax därefter moderniserades alla nederländska Neptunes till samma standard som P2V-7S med modernare ubåtsjakt- och telektrigutrustning. Även de främre 20 mm automatkanonerna togs bort. I början av 1970-talet ersattes Neptunes med Breguet Atlantic. Endast tre stycken behölls i tjänst baserade i Curaçao, huvudsakligen för Search and Rescue, fram till 1982 då de ersattes av Lockheed P-3 Orion.

### Portugal
Efter att de modernaste nederländska Neptune-flygplanen lämnat Nya Guinea hade Nederländerna inte längre något behov av sina äldre P2V-5. Portugal inledde därför förhandlingar om att köpa alla tolv. Köpet godkändes och flygplanen levererades till Esquadra de Reconhecirnento Maritime i Montijo utanför Lissabon. Under Angolanska självständighetskriget var två stycken Neptunes baserade i Luanda där de användes som bombflygplan för att understödja portugisiska trupper. Även i Portugisiska Guinea användes Neptunes baserade i Bissau som bombflygplan. Portugisiska Neptunes baserade på São Tomé användes också för att stötta utbrytarrepubliken Biafra under Biafrakriget.

### Storbritannien
År 1952 köpte Storbritannien in 52 stycken P2V-5 (i Storbritannien betecknade Neptune MR.1) som ett provisorium i väntan på att Avro Shackleton skulle börja levereras. Tjugosju av dem byggdes sedermera om av Scottish Aviation med magnetometer i stället för automatkanoner i aktern. Även automatkanonerna i nosen togs bort. När Shackleton tagits i tjänst 1957 såldes de brittiska Neptune-flygplanen till Argentina och Brasilien.

### USA

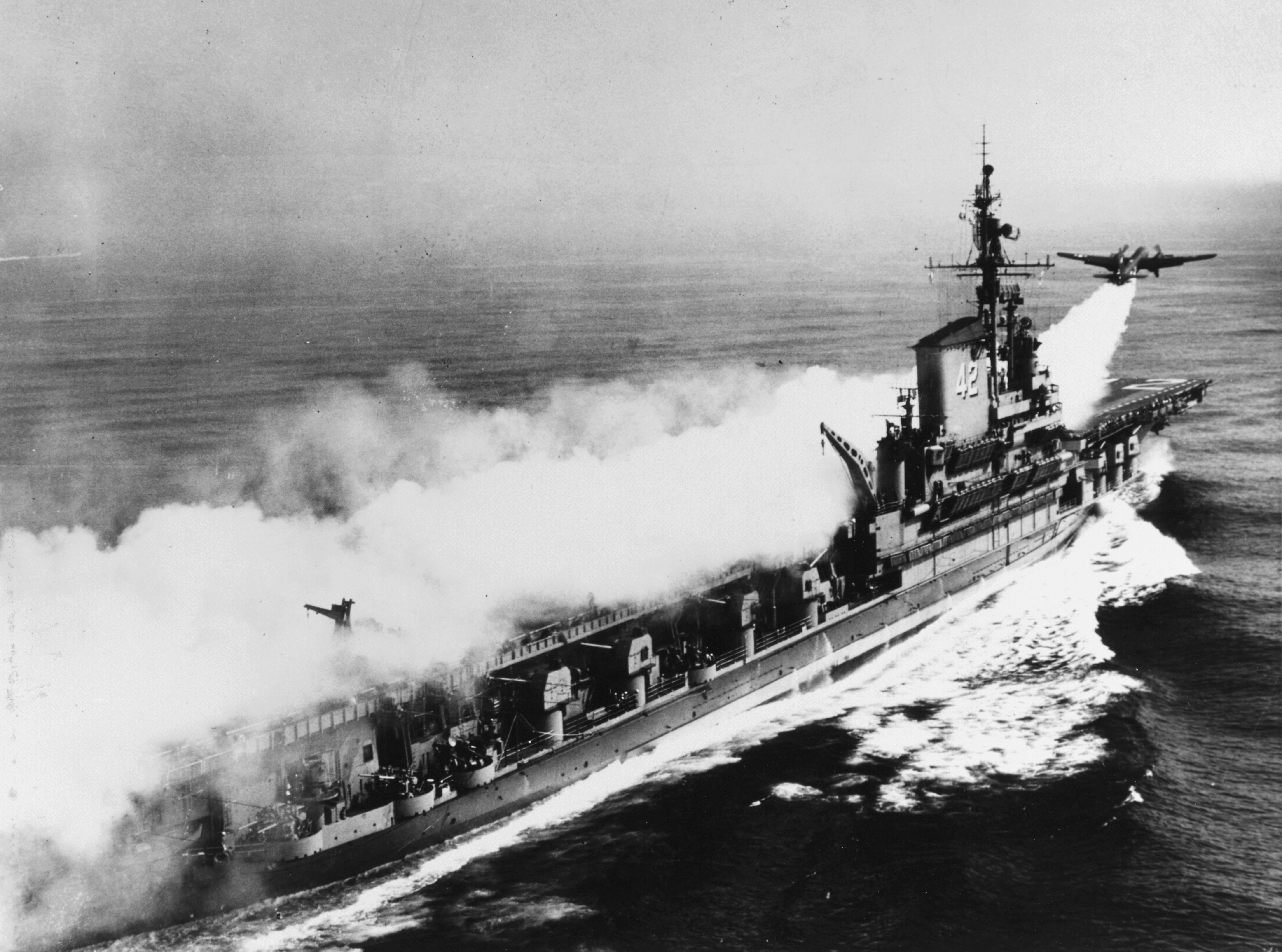
En P2V-3C startar från hangarfartyget med hjälp av JATO-raketer, juli 1951.

De första Neptune-flygplanen började levereras 1947. Det tredje levererade flygplanet kallat ”Truculent Turtle” (ungefär ”grälsjuka sköldpaddan”) berövades all beväpning utom aktertornet och försågs med fler bränsletankar, både i en ny och längre nos och i extratankar på vingspetsarna. Syftet var att genomföra den längsta non-stop flygningen dittills från Perth i Australien till Columbus i Ohio, en sträcka på 18 089 km. Flygningen som tog 55 timmar och 17 minuter var i flera decennier den längsta flygningen utan bränslepåfyllning. Besättningen var bara fyra man och lasten bestod av en levande känguru.
I början av Koreakriget behövdes allt tillgängligt attackflyg och de P2V-3 som fanns tillgängliga i Japan sattes in mot de anfallande nordkoreanska styrkorna med bomber, raketer och automatkanoner, oftast i skydd av mörkret. Efter hand som mer attackflyg blev tillgängligt övergick Neptune-flygplanen till mer marina uppdrag som minfällning, havsövervakning och signalspaning. En P2V från 6:e patrullflygdivisionen (VP-6) sköts ner av sovjetiska MiG-15 över internationellt vatten utanför Vladivostok 6 november 1951.
Efter Koreakriget köpte CIA fem stycken P2V specialutrustade för signalspaning. De var målade i marinblått, men med USA:s flygvapens märkningar och med flygvapenbeteckningen RB-69A. Samtliga fem gick förlorade och fick ersättas av temporärt inlånade flygplan från flottan. Den första havererade under landning i Sydkorea 25 mars 1960, den andra sköts ner av kinesiskt luftvärn 6 november 1961, den tredje försvann spårlöst över Kina 8 januari 1962, de fjärde och femte sköts ner av kinesiskt jaktflyg 14 juni 1963 respektive 11 juni 1964.
Under Vietnamkriget användes Neptunes i flera olika roller. Från 1967 till 1972 lånade flottan ut ett antal AP-2E till USA:s armé. Flygplanen baserades på flygbasen i Cam Ranh och flögs av flottans piloter medan resten av besättningen bestod av arméns signalspanare från 1st Aviation Radio Research Company (se ”The Crazy Cats” under Externa länkar). Flygplan från 67:e observationsdivisionen (VO-67) flög de mer modifierade OP-2E vars huvudsakliga uppdrag var att släppa ner seismiska och akustiska sensorer längs med Ho Chi Minhleden. De mest modifierade flygplanen var dock de AP-2H som användes som markunderstödsflygplan.

## Varianter
Källa:
- XP2V-1 – Prototyp. 2 byggda.

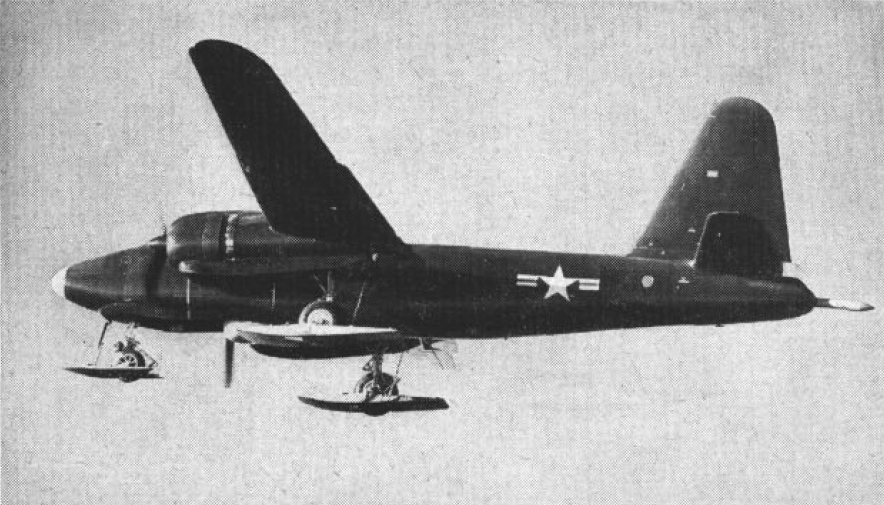
En P2V-2N ”Polar Bear” specialbyggd för arktiska förhållanden.

- P2V-1 – Första produktionsserien med Wright R-3359-8-motorer på 2 300 hk och sex 12,7 mm kulsprutor i tre torn. 14 byggda.
  - Truculent Turtle – En P2V-1 ombyggd för maximalt bränslemängd inför världsrekordflygningen i september 1947.
- P2V-2 – Andra produktionsserien med Wright R-3350-24W-motorer på 2 800 hk och sex fasta 20 mm automatkanoner i nosen, även kulsprutorna i aktertornet byttes mot automatkanoner. 80 byggda.
  - P2V-2N – ”Polar Bears”, obeväpnade räddningsflygplan för arktiska förhållanden. Landningsställ med skidor. 2 ombyggda från P2V-2.
- P2V-3 – Tredje produktionsserien med Wright R-3350-26W-motorer på 3 200 hk. 53 byggda.
  - P2V-3B – Bombflygplan med kärnvapenkapacitet och radarbombsiktet AN/ASB-1. 16 ombyggda från P2V-3
  - P2V-3C – Bombflygplan med kärnvapenkapacitet konstruerade att starta från (men inte landa på) hangarfartyg. En nödlösning i väntan på North American AJ Savage. 11 ombyggda från P2V-2 och P2V-3.
  - P2V-3W – AEW-flygplan med radarn AN/APS-20. 30 byggda.
  - P2V-3Z – VIP-transport med passargerarkabin för sex passagerare och pansarskyddat golv. 2 ombyggda från P2V-3.
- P2V-4 – Fjärde produktionsserien med Wright R-3350-30W turbocompoundmotorer på 3 250 hk, AN/APS-20-radar, mer bränsle och strålkastare på vingspetsen. 52 byggda.
- P2V-5 – Femte produktionsserien med dubbla 20 mm automatkanoner i ett Emerson-torn i nosen, AN/ALR-3 telekrigutrustning och AN/ASQ-8 magnetometer i stället för aktertorn. Ersatte alla tidigare varianter. 424 byggda.
  - P2V-5F – P2V-5 med Wright R-3350-32W-motorer på 3 200 hk och Westinghouse J34 jetmotorer under vingarna. Nostornet ersatt av en glasnos för spaning.
    - P2V-5FD – Obeväpnade P2V-5F ombyggda för att bära och styra målrobotar.
    - P2V-5FE – P2V-5F utrustade för signalspaning.
    - P2V-5FS – P2V-5F utrustade med sonarsystemet Julie-Jezebel.
- P2V-6 – Som P2V-5 med nostorn, moderniserad elektronik och den mindre radarn AN/APS-70. 67 byggda.
  - P2V-6B – P2V-6 utrustad att bära sjömålsroboten Fairchild AUM-N-2 Petrel. Senare kallade P2V-6M.
  - P2V-6F – P2V-6 med samma motorer som P2V-5F.
  - P2V-6T – Obeväpnat skolflygplan.
- P2V-7 – Sista produktionsserien med Wright R-3350-32W turbocompoundmotorer på maximalt 4 000 hk (med vatten/metanol-insprutning), Westinghouse J34 jetmotorer, ny cockpit med bättre sikt och radarn AN/APS-20. 359 byggda (inklusive licensbyggda).
  - P2V-7S – P2V-7 med moderniserad ubåtsjaktutrustning.
  - P2V-7LP – obeväpnade räddningsflygplan för arktiska förhållanden och landningsställ med skidor för att ersätta P2V-2N. 4 byggda.
- RB-69A – Signalspaningsversion tillverkad för CIA och opererade av USA:s flygvapen. Av Lockheed betecknade P2V-7U. 5 byggda.
- Neptune MR.1 – Beteckning använd av Royal Air Force för P2V-5. 52 inköpta 1952.

### Varianter efter 1962

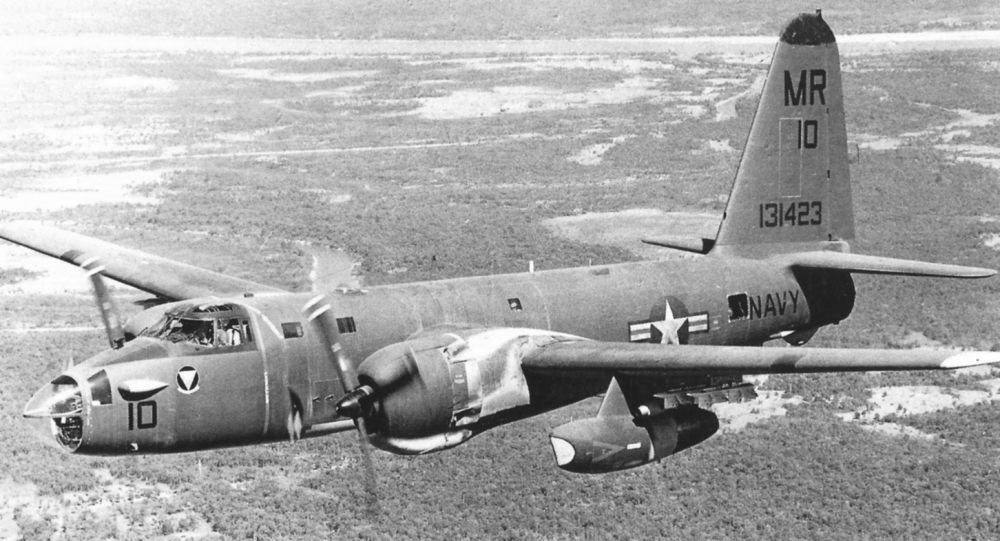
En OP-2E utrustad för att släppa ner sensorer över Ho Chi Minhleden i Vietnam. OP-2E är den enda varianten som varken har magnetometer eller automatkanoner i stjärten, därav det rumphuggna utseendet.

År 1962 införde USA:s väpnade styrkor ett enhetligt system med beteckningar för flygplan, helikoptrar och robotvapen. De versioner som fortfarande var i tjänst fick helt nya beteckningar och de som modifierades efter 1962 saknar de äldre beteckningarna.
- P-2D – ny beteckning på P2V-4.
- P-2E – ny beteckning på P2V-5F.
- AP-2E – P-2E (P2V-5F) ombyggda för signalspaning och bemannade av personal från USA:s armé.
- DP-2E – ny beteckning på P2V-5FD.
- OP-2E – P-2E (P2V-5F) utan ubåtsjaktutrustning och beväpnade med Miniguns ombyggda för att släppa ner olika slags sensorer på Ho Chi Minhleden.
- P-2F – ny beteckning på P2V-6.
- MP-2F – ny beteckning på P2V-6B och -6M.
- TP-2F – ny beteckning på P2V-6T.
- P-2G – ny beteckning på P2V-6F.
- P-2H – ny beteckning på P2V-7.
- AP-2H – Attackversion med ljusförstärkare, värmekamera, AN/APQ-20 störsändare, aktertorn med 20 mm automatkanoner, sidmonterade Miniguns och granatsprutor samt napalm under vingarna. 4 ombyggda från P-2H (P2V-7).
- SP-2H – ny beteckning på P2V-7S.
- P-7J – Vidareutvecklad version med General Electric T64 turbopropmotorer och Ishikawajima-Harima J3 jetmotorer. 82 tillverkade på licens av Kawasaki Heavy Industries.

## Källor

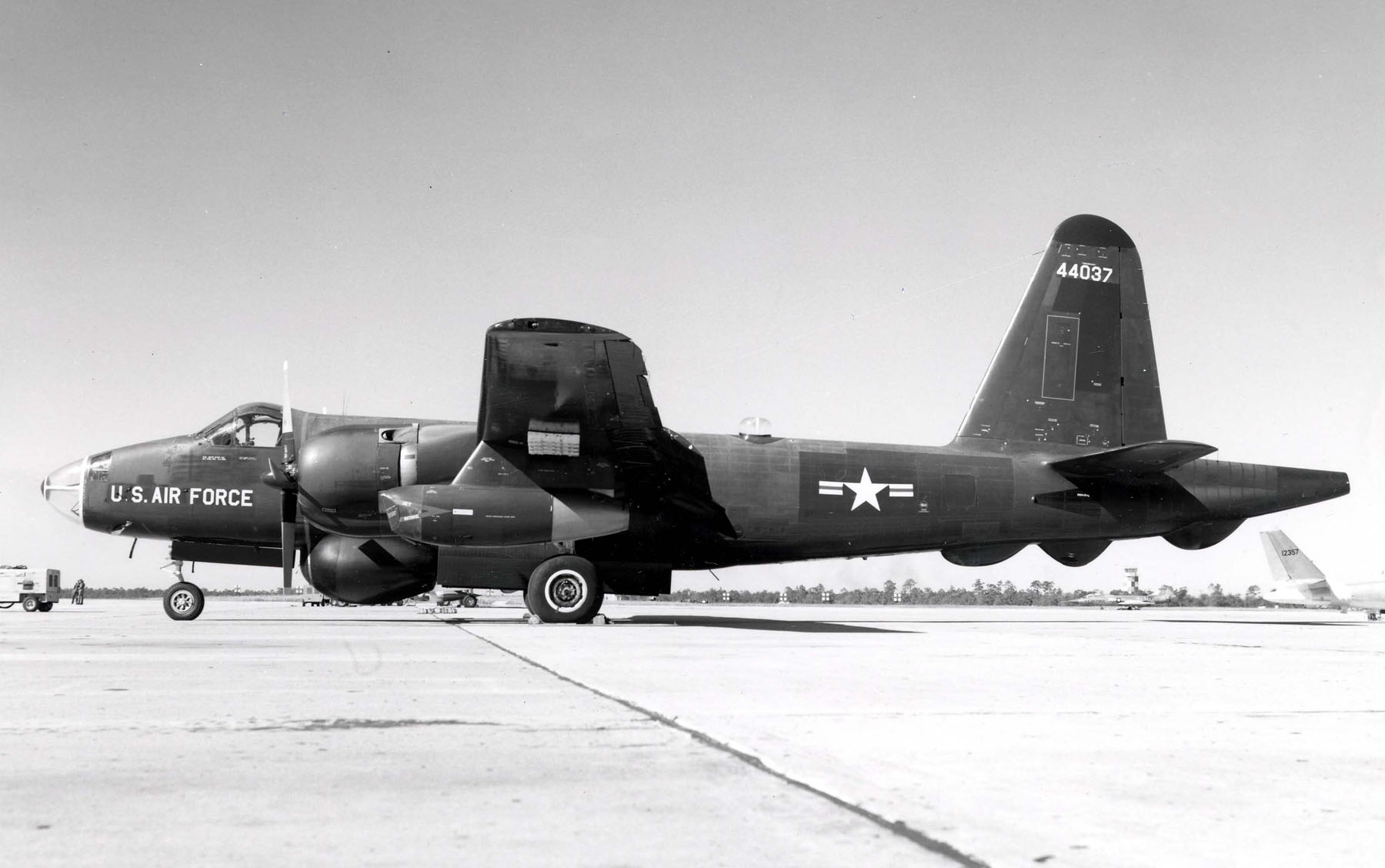
CIA:s spionflygplan RB-69A Neptune målad i amerikanska flygvapnets färger.

## Liknande flygplan
- Avro Shackleton
- Grumman S-2 Tracker
- Martin P4M Mercator